# 12e étape du Tour d'Espagne 1998

La 12e étape du Tour d'Espagne 1998 a eu lieu le 17 septembre 1998 entre Benasque et Jaca. Elle a été remportée par Gianni Bugno.

## Récit
À un mois de la fin de sa carrière professionnelle, l'ancien vainqueur du Giro et double champion du monde Gianni Bugno remporte la dernière victoire de sa carrière en faisant parler son expérience pour distancer ses deux compagnons d'échappée.
Le peloton arrive avec 9 minutes de retard ; Abraham Olano conserve le maillot amarillo.

## Classement de l'étape
| \| 1. \| Gianni Bugno \| \| Mapei-Bricobi \| en \| \| \| 2. \| Santiago Blanco \| \| Vitalicio \| + \| 1 min 48 s \| \| 3. \| Roberto Sgambelluri \| \| Brescialat \| \| 1 min 50 s \| |                     |  |               |    |            |
| 1. | Gianni Bugno        |  | Mapei-Bricobi | en |            |
| 2. | Santiago Blanco     |  | Vitalicio     | +  | 1 min 48 s |
| 3. | Roberto Sgambelluri |  | Brescialat    |    | 1 min 50 s |

## Classement général
| \| 1. \| Abraham Olano \| \| Banesto \| en \| \| \| 2. \| Laurent Jalabert \| \| ONCE \| + \| 35 s \| \| 3. \| Fernando Escartín \| \| Kelme \| \| 51 s \| |                   |  |         |    |      |
| 1. | Abraham Olano     |  | Banesto | en |      |
| 2. | Laurent Jalabert  |  | ONCE    | +  | 35 s |
| 3. | Fernando Escartín |  | Kelme   |    | 51 s |